# The Way You Do
The Way You Do è un singolo del cantautore italiano Mr. Rain, in collaborazione con la musicista italiana Valentina Tioli, pubblicato il 12 maggio 2015 come terzo estratto dal primo album in studio Memories.

## Video musicale
Il video musicale, diretto da BRAINOFF, è stato pubblicato il 23 dicembre 2015 attraverso il canale YouTube del cantautore.

## Tracce
Testi di Mattia Balardi, musiche di Mattia Balardi, Stefano Ferrari, Valentina Tioli.
1. The Way You Do (feat. Valentina Tioli) – 3:15